# Ferritbildner
Ferritbildner sind Elemente, die dem flüssigen Stahl zugegeben werden, um zu erreichen, dass man nach der Abkühlung bei Raumtemperatur noch Ferrit im Mischkristall hat. Dabei wird das Ferritgebiet im Eisen-Kohlenstoff-Diagramm durch Heben der A1-Temperatur und Reduktion der Perlitwachstumsgeschwindigkeit erweitert.
Folgende Elemente erweitern das Ferritgebiet homogen: Cr, Mo, V, Al, Ti, P, Si, Be. 
Folgende Elemente stabilisieren den Ferrit durch heterogene Einschränkung des Austenitgebietes: Nb, Ta, Ce, Zr.
Als Merkregel kann man die wichtigsten Ferritbildner so anordnen (Cr Al Ti Ta Si Mo V W), dass sie ausgesprochen wie ein russischer Name klingen: „Craltitasimovw“.